# Pseudapis flavolobata
Pseudapis flavolobata är en biart som först beskrevs av Cockerell 1911.  Pseudapis flavolobata ingår i släktet Pseudapis och familjen vägbin. Inga underarter finns listade i Catalogue of Life.